# La conjuración de Venecia
La conjuración de Venecia, obra del Romanticismo español, escrita en 1830 por Francisco Martínez de la Rosa. En los Apuntes sobre el drama histórico que su autor añadió a la obra en 1830, menciona que él ya había estudiado diferentes modos de escritura dramática y había acumulado una gran experiencia como hombre de teatro. A continuación se explicarán hechos que sitúan a este drama romántico dentro de los límites del Romanticismo español, así como su estructura y movimiento escénico, comentando sus principales características.

## Breve reseña del drama románticoLa conjuración de Venecia
En La conjuración de Venecia nos encontramos en la Venecia de principios del siglo XIV. La fuerza ascendente en el acto I es un grupo de conspiradores contra la tiranía de un conjunto de nobles liderados por Pedro Morosini. La discusión de la conspiración ocupa el primer acto entero, que es totalmente expositivo. Está diseñado para adentrarse en el fondo político y aclarar las razones de los conspiradores. Al mismo tiempo crea un suspense revelando una conspiración que está a punto de suceder, mientras que a la vez va presentando, poco a poco, al héroe, Rugiero, como jefe de la conspiración. Sin embargo, la gran revelación de su carácter queda para más adelante. Cuando cae el telón, parece que la conspiración fuera a tener éxito. Pero si el acto I recalca la libertad, aunque no para la gente corriente, el acto II, por desarrollarse en la tumba familiar de los Morosini, apunta simbólicamente hacia la muerte. El uso de contrastes acentuados es algo muy característico de la técnica romántica. Martínez de la Rosa los emplea frecuentemente tanto en Aben Humeya como en La conjuración de Venecia. En la primera, la masacre de los cristianos por parte de los moriscos rebeldes ocurre durante la misa de medianoche del día de Navidad, inmediatamente después de una escena de cantos y júbilo religioso. Igual ocurre al final del acto I en La conjuración de Venecia, donde una noble oratoria libertaria es seguida por la escena del panteón, que lleva a la destrucción del amor entre Rugiero y Laura. Después de esto la frustrada conspiración se romperá y será sangrientamente ahogada entre cómicas y ruidosas escenas de carnaval. En todos los casos, el júbilo es el preludio del sufrimiento y la desesperación, en el melodrama del siglo XVIII, sucede lo contrario. Esto es parte del simbolismo subyacente en el drama romántico, en función del cual debe ser interpretado.
La fuerza adversa a los amantes está representada por Pedro Morosini y sus seguidores. El acto II va del drama al lirismo en la gran escena de amor, ¡en una tumba! Que este emplazamiento visual pronostica la futura destrucción de las esperanzas y la felicidad de los enamorados está claro desde el momento en que Laura se refiere a su sensación de «mal agüero» en la escena tercera. La escena de amor entera está situada entre la siniestra apariencia de Morosini y sus hombres y la detención de Rugiero como clímax. La ironía de la oración de Laura a la Virgen antes de la llegada de Rugiero no nos debe confundir. Tiene la misma función que la invocación que hace Elvira a la protección divina en el Aliatar de Rivas. y es igualmente inútil.
El acto II también nos da a conocer a Rugiero (que no aparecerá a lo largo de los actos III y IV), como una temprana prefiguración del héroe romántico. El siglo XVIII recalcó el concepto del hombre como un ser esencialmente social, para el que la búsqueda de la verdad racional cobraba sentido en el contexto de su contribución a la colectividad. Pero los románticos tendían a ver la situación del individuo frente a la sociedad de un modo menos optimista. Para los escritores más progresistas, especialmente cuando se pusieron en contacto con las ideas francesas de Montesquieu y Rousseau, ésta era una postura que debía ser combatida. Orientando el interés hacia figuras antisociales (el pirata, el criminal) o marginales (los mendigos, los gitanos, las prostitutas), estos escritores cuestionaban la ideología establecida,
A primera vista, Rugiero es un ejemplo esclarecedor. Sus características románticas son su misterioso origen (fue raptado y criado por unos piratas), su infelicidad (lo que Laura llama «el vacío de tu corazón»), su dedicación a la libertad, la intensidad de su amor por Laura y la ironía de su destino final cuando es ejecutado inmediatamente después de descubrir que Pedro Morosini (que es responsable de su arresto y desgracia) es su padre. ¿Hasta dónde son suficientes estos datos para clasificarlo como un verdadero héroe romántico? Peers, E.A. no duda en aceptarle como «el primer héroe del drama español». Sebold, R.P. recalca su «yo romántico, noble, revolucionario y redentor, un yo, no obstante, desamparado por sus prójimos y su Padre Eterno», y a pesar del amor apasionado que Rugiero siente por Laura y de su secreto matrimonio, lo presenta como una figura de Cristo. El paralelismo bíblico al que Sebold se refiere es notable y no puede obviarse. Pero la trama amorosa es un obstáculo para aceptar plenamente esta interpretación. Sin rechazar una interpretación simbólica del papel de Rugiero, la nuestra está más cercana a las de Caldera, E. y Navas Ruiz. Debemos distinguir entre la situación simbólica y el destino de Rugiero, y su verdadera personalidad como personaje. Su situación puede ser vista como un reflejo de la visión romántica de orfandad y soledad del hombre en un mundo que ya no está dirigido necesariamente por un Dios paternal. Su sublevación y su irremediable fracaso puede que no sólo reflejen la experiencia personal de Martínez de la Rosa de que las revoluciones normalmente acaban por fracasar, sino también lo fútiles que son las revoluciones del hombre frente a una condición humana vista como opresiva e injusta. Lo que ante todo sugiere la ironía de su condena a muerte por parte del tribunal que su propio padre preside es que el Hombre está sentenciado primero a fracasar en sus ideales, y luego a morir por un Dios cruel.
Pero como personaje, Rugiero carece de dos rasgos esenciales del héroe romántico totalmente desarrollado. Uno es la falta de discernimiento interior, lo que Ruiz Ramón llama «la ausencia total de conciencia de lo trágico». La otra carencia de Rugiero es la de no reconocer el amor como el único soporte existencial real. Caldera, E. reconoce correctamente que aquí el asunto amoroso está siempre subordinado al tema político.
Como resultado, la obra adolece de una evidente dualidad de intensidad. Hay tres peculiaridades más que merecen la atención. Primera, Rugiero no pronuncia soliloquios. Esto, sumado a su ausencia de escena durante la mayor parte de la obra, deja al dramaturgo muy poco espacio para desarrollar su personalidad. Segunda, no hay ningún juicio sobre el inevitable paso del tiempo, tal y como lo encontramos en Macías y en Los amantes de Teruel. El tiempo y el destino en el drama romántico son enemigos contra los que el hombre lucha inútilmente. Pero, y ésta es la tercera, el destino en esta ocasión no está directamente relacionado con la trama amorosa. Esto adorna el final de la obra con una ironía que contradice cualquier visión armoniosa del mundo, pero es el fracaso de la conspiración, y no el descubrimiento de Rugiero acerca de su padre, lo que acaba con las esperanzas de los enamorados y demuestra que las oraciones de Laura han sido inútiles.
El ideal de amor se desvanece pronto, al final del segundo acto. Los dramas románticos no son tragedias en el sentido estricto del término, ya que las fuerzas en conflicto no son nunca iguales. Al hombre siempre se lo ve luchando contra fuerzas (tiempo, destino, perversidad de las cosas, injusticia cósmica) que no puede esperar derrotar. Por ello el final del acto II de La conjuración de Venecia está en contraste brutal con las ilusiones de los conspiradores al final del acto I. El acto III enlaza la secuencia de acontecimientos políticos con la trama amorosa a través de la confesión de Laura a su padre y la posterior confrontación con su hermano, símbolo de la tiranía. La súplica inútil del padre de Laura a Pedro es el eje de la obra. Desde el momento en que Pedro manifiesta su inflexibilidad, los enamorados están condenados. Pero en ese mismo instante la ironía comienza a aparecer. Los actos IV y V. con el fracaso de la rebelión y el castigo de los conspiradores, incluido Rugiero, vuelven a acentuar la inutilidad de luchar contra fuerzas demasiado poderosas.
Por esto, creemos que La conjuración de Venecia puede ser leída como una obra dedicada al tema de la libertad. Pero también, por el simbolismo del panteón en el acto II, la ironía final y algunos aspectos del personaje de Rugiero y su situación, estudiados por Sebold, puede ser tomada como una metáfora de la condición humana. Pero el lector no sólo debe tener presente el desarrollo del tema en el drama romántico posterior, sino también el fracaso de las súplicas de Laura a la Virgen y la ironía de la conclusión de la obra.
La imparcial conclusión de Caldera, E. parece apropiada: el drama de Martínez de la Rosa pertenece a una época anterior al Macías, en la cual el teatro clásico acoge ingredientes típicos del Romanticismo, pero no siempre su verdadero espíritu.

## Estructura y movimiento escénico
Con razón fue siempre alabada la estructura de La conjuración de Venecia; aunque, con esa especie de ilógica que domina los juicios sobre Martínez de la Rosa, fue utilizada muchas veces en su contra —como prueba de su tibieza romántica. Un drama bien pensado, construido teniendo muy presente la puesta en escena, los golpes de efecto, el ensamblaje de todos los cabos; fundamentalmente el de la doble esfera de lo público —la conjuración de 1310— y de lo privado —la historia de los amantes.
En su conjunto, la estructura general del drama se resuelve —dentro de esa arquitectura bien trabada— en términos románticos de articulación de opuestos: cada acto con el que le sigue y, a su vez, con el anterior; a partir del acto primero, introductorio. El acto II contrasta con el salón de palacio del embajador de Génova. En el lugar ambivalente —muerte y amor— del panteón, se nos presenta la intimidad de los amantes, en la que se creen solos. Encogiendo el corazón de los espectadores con la ironía dramática que se produce al oír de su boca, a la vez que las escuchan sus enemigos, las palabras que les pierden. El acto acaba con el golpe de teatro fulminante de la detención de Rugiero y el desmayo de Laura. Los espectadores se recobran apenas en el siguiente, con el doble diálogo de Juan Morosini con su hija y con su hermano; con un final de acto que deja en suspenso, a la vez que anuncia, el desgraciado final de Rugiero.
El acto III, además de darnos a conocer mejor el personaje de Laura y anticipar su proceso dramático, cumple la función estructural de retrasar el final: estirando las zozobras en el intento de salvar a Rugiero y vinculando, más aún, afectivamente, a los espectadores con los personajes, de modo que el final trágico alcance todo su efecto. Tampoco es menor el efecto de contraste, tan romántico y propio del drama histórico, al presentar, junto a lo público y lo trágico escenas familiares. Después, el contraste absoluto —en corte completo que sorprendió y entusiasmó a los espectadores del drama—, del acto siguiente: de gran energía, colorido, bullicio y movimiento de masas.
Este acto IV, reconocido también, como el II, con alabanzas, es del que menos se puede hacer idea en la sola lectura, a pesar de las acotaciones. Por lo mismo, pudo ser tan eficaz en la escena, presentándose con el cuidado con que se hizo. Dentro de la variedad entre los actos, no puede contrastar más con el tercero anterior. Pocos personajes, y conocidos, frente a muchos, abigarrados; interior discreto y, de inmediato, la plaza de San Marcos en pleno carnaval, con el fondo iluminado del palacio ducal, en que también se celebra. Dos fiestas a la vez: palaciega y popular; y en la popular, los conjurados, que entran en palacio o se quedan en el exterior, integrados como máscaras —dentro del conjunto de espías, soldados, conjurados, nobles fieles a la República y pueblo—, y como parte del regocijo común, en la cuadrilla de baile en que actúa Dauro como bastonero.
El movimiento de masas y el colorido real y emocional domina el acto. Ambientación festiva: el baile, la relación de Tierra Santa, las coplas carnavalescas, la animación general y la mezcla continua del progreso de la conjuración, que se va percibiendo como vendida. De tal manera que el momento final, en que se resuelven los conjurados, constituye un acto a la desesperada, heroico y perdido conscientemente; golpe con que acaba el acto. El acto V, realmente lúgubre, constituye el final sumamente opresivo. En él, los motivos externos, escenográficos y rituales del juicio del Tribunal de los Diez, y los nuevos ingredientes del sufrimiento de Rugiero —el descubrimiento doloroso del padre y la locura de Laura—, culminan en el momento en que, descorrida la cortina, se ve el patíbulo al fondo y Laura cae fulminada.
A través de esos contrastes, no se pierde el control de la acción ni oscila inmotivadamente el interés. Al contrario, en el conjunto del drama puede observarse la sabiduría y experiencia teatral de Martínez de la Rosa, en cuanto a la secuencia establecida de exposición, nudo —que enreda y tarda en desenredar lo suficiente, y desenlace, súbito, que produce la conmoción buscada.
Por último, los motivos románticos no se muestran prendidos con alfileres, sino que aparecen funcionalmente justificados; con lo que, si a primera vista es fácil que no se capten, resultan muy interesantes cuando se examinan de cerca.